# Gazprom-RusVelo
Gazprom-RusVelo was een Russische wielerploeg die vanaf 2012 de status van professioneel continentale ploeg had. De ploeg bestond uit een mannenwegploeg en een baanploeg, er was ook een vrouwenwegploeg.
De bekende Duitse wielrenster Hanka Kupfernagel reed in 2012 en 2013 voor RusVelo.
In 2013 testten RusVelo-renners Artjom Ovetsjkin, Roman Majkin, Andrej Solomennikov en Valeri Kajkov positief op doping.

## Bekende (oud-)renners
- Pavel Broett (2017)
- Sergej Firsanov (2012-2018)
- Aleksandr Foliforov (2015-2018)
- Sergej Klimov (2012-2014)
- Aleksandr Kolobnev (2016)
- Pavel Kotsjetkov (2013)
- Dmitri Kozontsjoek (2012, 2017-2018)
- Sergej Lagoetin (2014, 2017-2018)
- Aleksej Markov (2012)
- Artjom Ovetsjkin (2012-2017)
- Alexander Porsev (2017-heden)
- Ivan Rovny (2012, 2017-heden)
- Aleksandr Rybakov (2013, 2015)
- Aleksandr Serov (2012-2016)
- Nikolaj Troesov (2012, 2017-2018)
- Anton Vorobjov (2017-heden)
- Ilnoer Zakarin (2013-2014)

## Belangrijkste resultaten

### Grote rondes
| Jaar | Ronde van Italië        | Ronde van Italië               | Ronde van Frankrijk | Ronde van Frankrijk | Ronde van Spanje   | Ronde van Spanje |
| Jaar | hoogste klassering      | etappewinst                    | hoogste klassering  | etappewinst         | hoogste klassering | etappewinst      |
| ---- | ----------------------- | ------------------------------ | ------------------- | ------------------- | ------------------ | ---------------- |
| 2016 | 30e Sergey Firsanov     | 15e etappe Alexander Foliforov | geen deelname       | geen deelname       | geen deelname      | geen deelname    |
| 2017 | 40e Alexander Foliforov |                                | geen deelname       | geen deelname       | geen deelname      | geen deelname    |

### Overwinningen
Zie ook de jaarpagina's van: 2012, 2013, 2014, 2015, 2016 en 2022.
2017
4e etappe Okolo Slovenska: Ivan Savitski
2018
Eindklassement: Aleksandr Vlasov
2019
6e etappe Ronde van Oostenrijk: Aleksandr Vlasov
2021
3e etappe Ronde van de Limousin: Simone Velasco
4e etappe Ronde van Zuid-Bohemen: Damiano Cima

#### Kampioenschappen
2017
 Russisch kampioen op de weg, elite: Aleksandr Porsev
2018
 Russisch kampioen op de weg, elite: Ivan Rovny
2019
 Russisch kampioen op de weg, elite: Aleksandr Vlasov
2021
 Russisch kampioen op de weg, elite: Artjom Nytsj
2012 · 2013 · 2014 · 2015 · 2016 · 2022
Sjabloon:Navigatie selectie wielerploeg/RusVelo 2012
Sjabloon:Navigatie selectie wielerploeg/RusVelo 2013
Sjabloon:Navigatie selectie wielerploeg/RusVelo 2014
Arslanov · Balykin · Bojev · Firsanov · Foliforov · Ignatenko · Jersjov · Jevtoesjenko · Koerbatov · Koestadintsjev · Komin · Majkin · Nikolajev · Nytsj · Ovetsjkin · Pozdnijakov · Rybakov · Savitski · Serov · Solomennikov · Stasj
Arslanov · Bojev · Firsanov · Foliforov · Jersjov · Jevtoesjenko · Koerbatov · Koestadintsjev · Kolobnev · Majkin · Manakov · Nikolajev · Nytsj · Ovetsjkin · Rybalkin · Savitski · Serov · Sjaloenov · Solomennikov · Stasj · Svesjnikov · Zakarin
Arslanov · Bojev · Broett · Firsanov · Foliforov · Jersjov · Kozontsjoek · Lagoetin · Majkin · Nikolajev · Nytsj · Ovetsjkin · Porsev · Rovny · Rybalkin · Savitski · Sjaloenov · Solomennikov · Svesjnikov · Troesov · Vorobjov · Zakarin · Kobernjak (stagiair) · Koerjanov (stagiair) · Tsjerkasov (stagiair)
Arslanov · Bojev · Firsanov · Foliforov · Kobernjak · Koerjanov · Kozontsjoek · Lagoetin · Majkin · Nytsj · Porsev · Rovny · Rybalkin · Sjaloenov · Sjilov · Troesov · Tsjerkasov · Vlasov · Koelikov (stagiair) · Koelikovski (stagiair) · Nekrasov (stagiair)
Arslanov · Bojev · Jevtoesjenko · Kobernjak · Koelikov · Koelikovski · Koerbatov · Koerjanov · Nekrasov · Nytsj · Porsev · Rikoenov · Rovny · Rybalkin · Sjaloenov · Sjilov · Stasj · Tsjerkasov · Vlasov · Vorobjov · Landi (stagiair) · Popov (stagiair) · Vitoerin (stagiair)
Bojev · Canola · D. Cima · I. Cima · Koelikov · Koelikovski · Koerjanov · Koezmin · Koeznetsov · Nekrasov · Nytsj · Rikoenov · Rovny · Rybalkin · Scaroni · Sjaloenov · Strachov · Tsjerkasov · Tsjernetski · Velasco · Karaljok (stagiair)
Bojev · Canola · D. Cima · I. Cima · Kotsjetkov · Kreuziger · Koezmin · Koeznetsov · Nekrasov · Nytsj · Rikoenov · Rovny · Scaroni · Sjaloenov · Strachov · Tsjerkasov · Tsjernetski · Vacek · Velasco · Zakarin · Dversnes (stagiair) · Lucca (stagiair) · Lunder (stagiair)
Canola · Carboni · Conci · Díaz · Fedeli · Kotsjetkov · Kukrle · Lunder · Malucelli · Nekrasov · Nytsj · Piccolo · Rikoenov · Rivera · Rovny · Scaroni · Strachov · Tsjerkasov · Tsjernetski · Vacek · Zakarin